# Herrenkrug-Allee

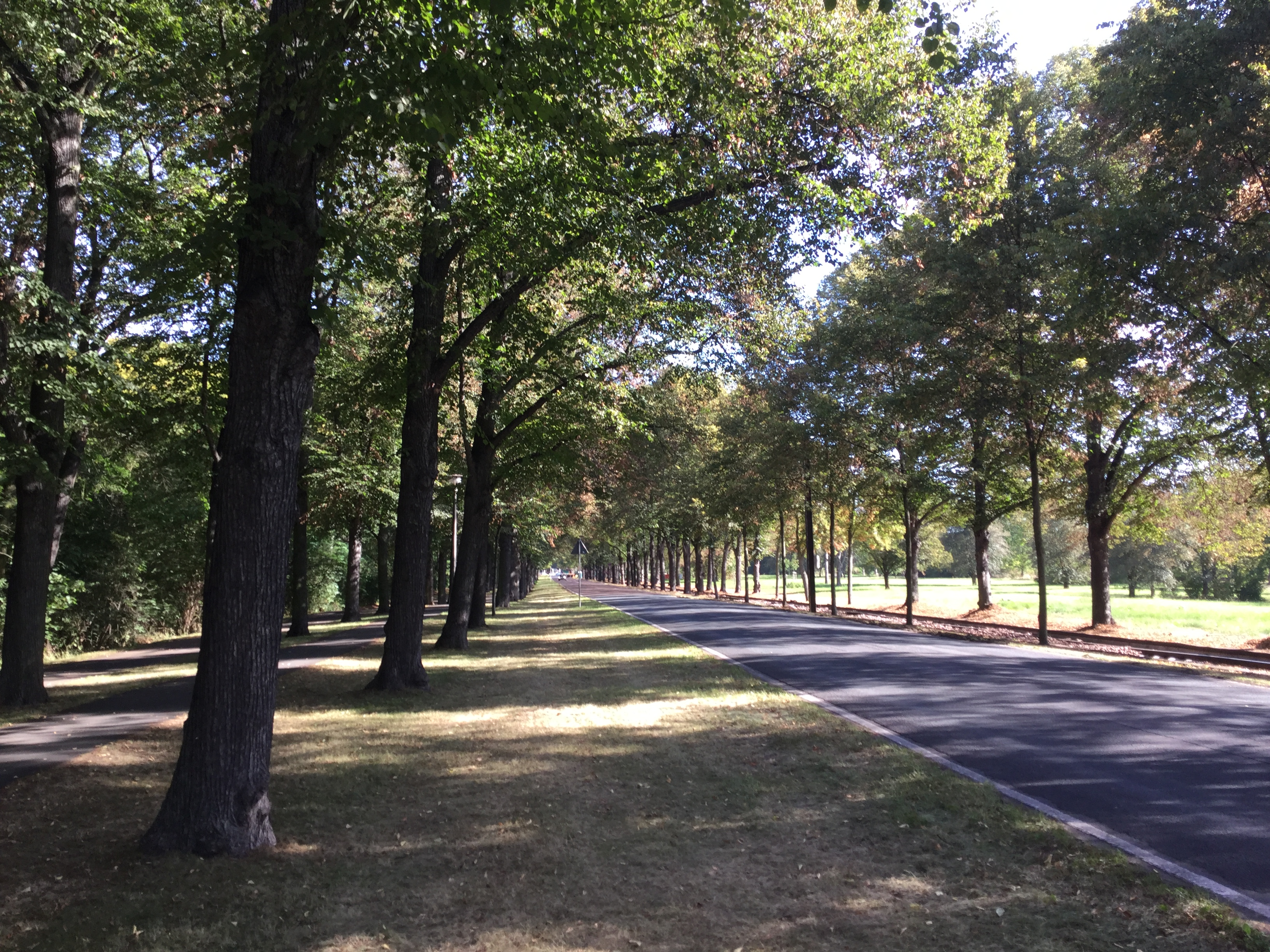
Herrenkrug-Allee

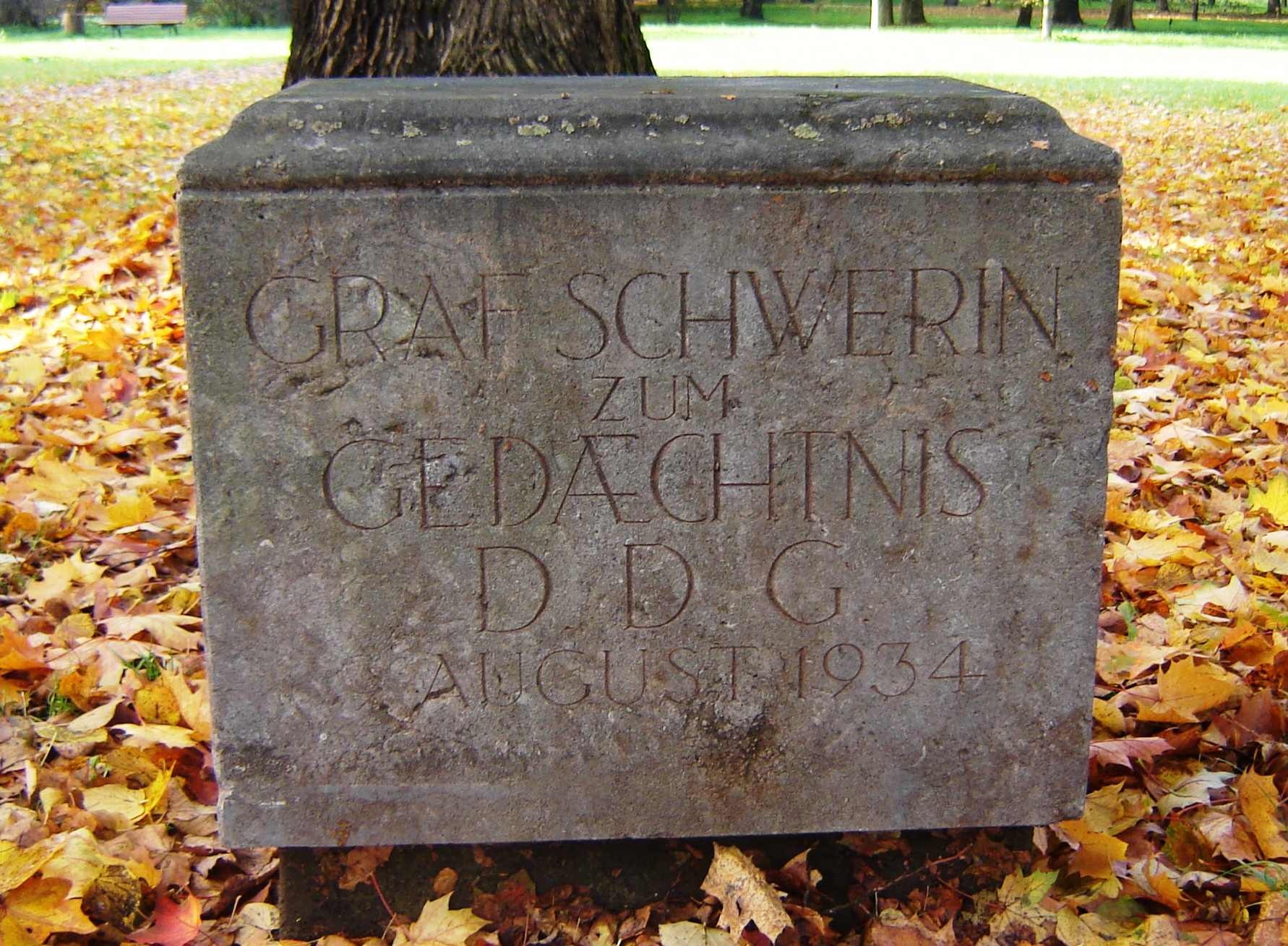
Graf-von-Schwerin-Denkmal

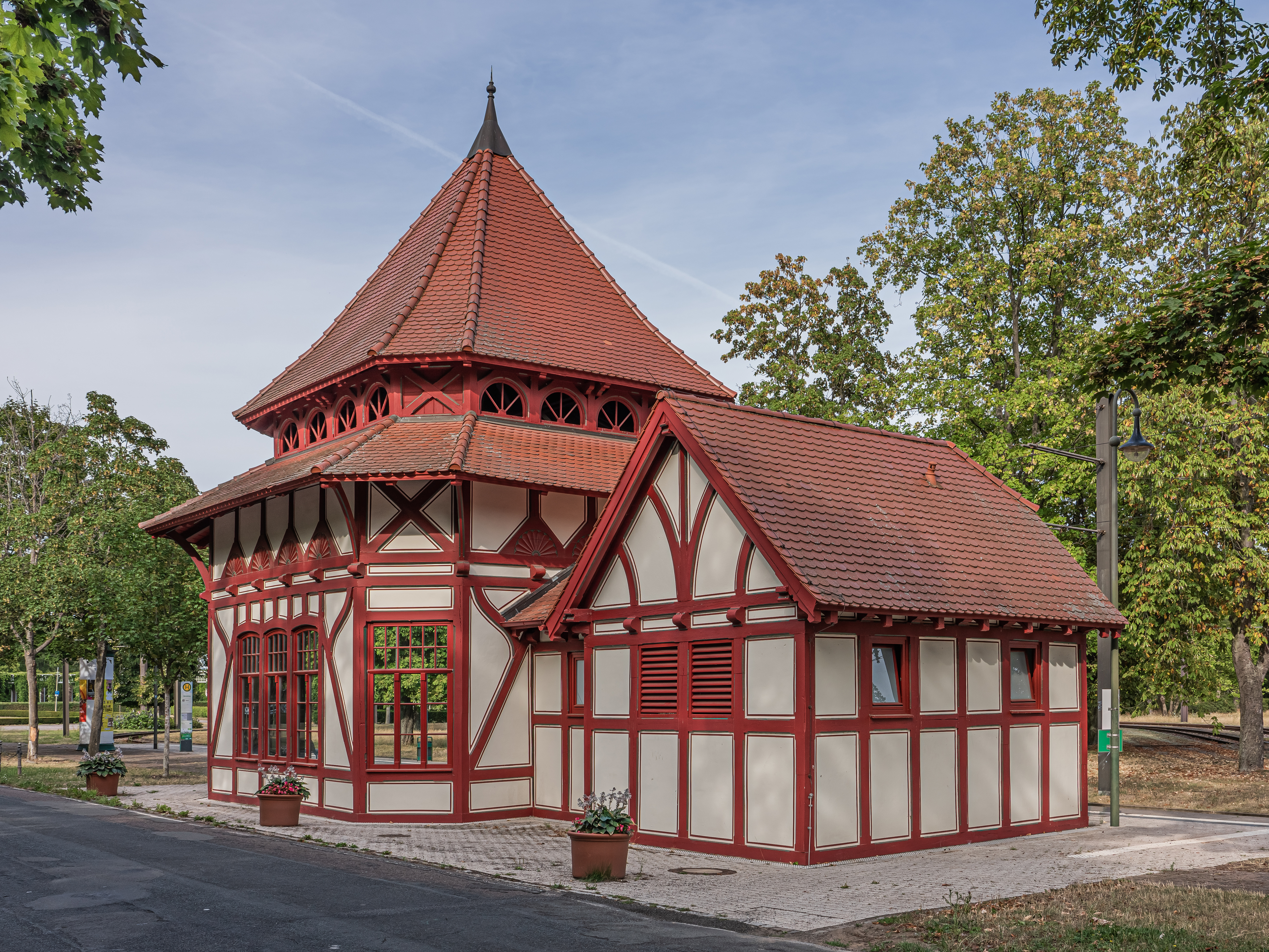
Wartehalle

Die Herrenkrug-Allee ist eine denkmalgeschützte Allee in Magdeburg in Sachsen-Anhalt.

## Lage und Gestaltung
Sie befindet sich im Stadtteil Herrenkrug und verläuft durch den Herrenkrugpark. Die Allee bildet den nördlichen Teil der Herrenkrugstraße und läuft am Nordende in einem von der Straße Herrenkrug gebildeten Rondell aus. Nordwestlich des Rondells liegt das Herrenkrug-Hotel.
Die in Nord-Süd-Richtung angelegte Allee verläuft parallel zur weiter westlich fließenden Elbe. In der Mitte der auf beiden Seiten doppelreihig mit Bäumen bepflanzten Allee wird die zweispurige Herrenkrugstraße geführt. Zwischen den Baumreihen auf der Westseite verläuft ein Fuß- und Radweg, auf der Ostseite ist dort eine einspurige Straßenbahnstrecke angeordnet.
Am Rande der Allee befinden sich mit dem Graf-von-Schwerin-Denkmal und der Wartehalle Herrenkrug weitere Baudenkmale.

## Geschichte
Die heute von der Allee markierte Wegebeziehung diente ursprünglich als Heerstraße. Über sie wurde der Verkehr von Magdeburg in Richtung Burg geführt. Zugleich diente der Weg ab dem 17. Jahrhundert als Verbindung von Magdeburg zum am Nordende bestehenden Gasthaus Herrenkrug. Der Bereich des Gasthauses wurde dann zum Landschaftsgarten Herrenkrug umgestaltet und so zu einem wichtigen Ort der Naherholung Magdeburgs. Anfang des 19. Jahrhunderts erfolgte die Anlage des Landschaftsgartens als Volkspark. Die Allee lief direkt auf das an ihrem Nordende 1843/44 als Fluchtpunkt errichtete Alte Gesellschaftshaus zu. Nach dem Abriss des klassizistischen Gebäudes Ende der 1950er Jahre fehlt dieser Punkt bzw. wird nur noch vom Rondell und dem etwas nach Westen versetzt stehendem Herrenkrug-Hotel eingenommen.
Beim Sturmtief "Paul" am 22. Juni 2017 wurden zahlreiche Bäume der Allee entwurzelt.
Im örtlichen Denkmalverzeichnis ist die Allee unter der Erfassungsnummer 094 18246 als Baudenkmal verzeichnet.